# 9153 Chikurinji
9153 Chikurinji eller 1981 UD2 är en asteroid i huvudbältet som upptäcktes den 30 oktober 1981 av de båda japanska astronomerna Hiroki Kōsai och Kiichirō Furukawa vid Kiso-observatoriet i Japan. Den är uppkallad efter berget Chikurinji i Japan.
Asteroiden har en diameter på ungefär 7 kilometer och den tillhör asteroidgruppen Eunomia.